# Ellipteroides protensus
Ellipteroides protensus är en tvåvingeart som först beskrevs av Alexander 1963.  Ellipteroides protensus ingår i släktet Ellipteroides och familjen småharkrankar. Inga underarter finns listade i Catalogue of Life.